# Lambay Island
Lambay Island är en ö i republiken Irland.   Den ligger i provinsen Leinster, i den östra delen av landet, 23 km nordost om huvudstaden Dublin. Arean är 2,5 kvadratkilometer.
Terrängen på Lambay Island är platt. Öns högsta punkt är 115 meter över havet. Den sträcker sig 1,9 kilometer i nord-sydlig riktning, och 2,8 kilometer i öst-västlig riktning.